# Wybory parlamentarne w Izraelu w 1977 roku
Wybory parlamentarne w Izraelu do dziesiątego Knesetu odbyły się 17 maja 1977.
Oddano 2 236 293 głosów, w tym ważnych: 1 747 820. Próg wyborczy wynosił 1%, a więc aby uzyskać miejsce w Knesecie, należało otrzymać minimum 17478 głosów. Średnio na jedno miejsce przypadło 14173 głosów.

## Oficjalne wyniki
|  | Partia                                                                                   | Głosy     | Procent | Mandaty |
|  | ---------------------------------------------------------------------------------------- | --------- | ------- | ------- |
|  | Likud (ליכוד)                                                                            | 583,968   | 33.4%   | 43      |
|  | Koalicja Pracy (Ma’arach, המערך)                                                         | 430,023   | 24.6%   | 32      |
|  | Dasz                                                                                     | 202,265   | 11.6%   | 15      |
|  | Narodowa Partia Religijna (Mafdal) (מפלגה דתית לאומית-מפד”ל)                             | 160,787   | 9.2%    | 12      |
|  | Hadasz (Demokratyczny Front na Rzecz Pokoju i Równości) (החזית הדמוקרטית לשלום ולשוויון) | 80,118    | 4.6%    | 5       |
|  | Agudat Israel (אגודת ישראל)                                                              | 58,652    | 3.3%    | 4       |
|  | Flatto-Szaron*                                                                           | 35,049    | 2.0%    | 1       |
|  | Szlomcijon                                                                               | 33,947    | 1.9%    | 2       |
|  | Szeli                                                                                    | 27,281    | 1.6%    | 2       |
|  | Zjednoczona Lista Arabska                                                                | 24,185    | 1.4%    | 1       |
|  | Po’alej Agudat Jisra’el                                                                  | 23,571    | 1.3%    | 1       |
|  | Ratz (רצ)                                                                                | 20,621    | 1.2%    | 1       |
|  | Niezależni Liberałowie                                                                   | 20,384    | 1.2%    | 1       |
|  | Razem                                                                                    | 1,747,820 | 100,0%  | 120     |

* Flatto-Szaron otrzymała liczbę głosów zapewniającą dwa mandaty, jednak była to lista jednoosobowa.

## Posłowie
Posłowie wybrani w wyborach:
| Partia                    | Posłowie |
| ------------------------- | --- |
| Likud                     | Mosze Arens, Joram Aridor, Eljakim Badi’an, Menachem Begin, Jicchak Berman, Ge’ula Kohen, Me’ir Kohen-Awidow, Jigal Kohen-Orgad, Jigal Kohen, Chajjim Korfu, Micha’el Dekel, Sara Doron, Simcha Erlich, Jechezkel Flomin, Pesach Grupper, Jigga’el Hurwic, Mosze Kacaw, Awraham Kac, Chajjim Kaufman, Dawid Lewi, Amnon Lin, Etan Liwni, Mosze Meron, Roni Milo, Jicchak Moda’i, Amal Nasser el-Din, Mosze Nissim, Ehud Olmert, Gidon Patt, Jicchak Perec, Szemu’el Rechtman, Josef Rom, Menachem Sawidor, Hillel Seidel, Mosze Szamir, Icchak Szamir, Awraham Szarir, Dow Szilanski, Eli’ezer Szostak, Zalman Szowal, Josef Tamir, Mordechaj Cippori, Ezer Weizman |
| Koalicja Pracy            | Jigal Allon, Mosze Amar, Jacques Amir, Adi’el Amora’i, Szoszanna Arbeli-Almozlino, Chajjim Bar-Lew, Uzzi Baram, Mosze Dajan, Abba Eban, Tamar Eszel, Naftali Feder, Chajka Grossman, Menachem Hakohen, Amos Hadar, Micha’el Charisz, Szelomo Hillel, Jerucham Meszel, Elijjahu Mojal, Ora Namir, Icchak Nawon, Szimon Peres, Icchak Rabin, Jehoszua Rabinowic, Danijjel Rosolio, Josi Sarid, Mosze Szachal, Elijjahu Speiser, Me’ir Talmi, Gad Ja’akowi, Aharon Jadlin, Jechezkel Zakaj, Chajjim Josef Cadok, |
| Dasz                      | Me’ir Amit, Szafik Asad, Zajdan Ataszi, Mordechaj Elgrabli, Dawid Golomb, Binjamin Halewi, Akiwa Nof, Amnon Rubinstein, Szemu’el Tamir, Szemu’el Toledano, Mordechaj Wirszubski, Stef Wertheimer, Jigael Jadin, Assaf Jaguri, Me’ir Zorea |
| Narodowa Partia Religijna | Aharon Abuchacira, Eli’ezer Awtabi, Jehuda Ben-Me’ir, Josef Burg, Chajjim Drukman, Dawid Glass, Zewulun Hammer, Awraham Melammed, Ben-Cijjon Rubin, Pinchas Scheinman, Sara Sztern-Katan, Zerach Warhaftig |
| Hadasz                    | Charlie Biton, Hanna Mwais, Taufik Tubi, Me’ir Wilner, Taufik Zi’ad |
| Agudat Israel             | Jehuda Me’ir Abramowicz, Szelomo-Ja’akow Gross, Szelomo Lorincz, Menachem Porusz |
| Szeli                     | Arje Eli’aw, Me’ir Pa’il |
| Szlomcijon                | Ariel Szaron, Jicchak Jicchaki |
| Flatto-Szaron             | Szemu’el Flatto-Szaron |
| Ratz                      | Szulammit Alloni |
| Niezależni Liberałowie    | Gidon Hausner |
| Po’alej Agudat Jisra’el   | Kalman Kahana |
| Zjednoczona Lista Arabska | Sajf ad-Din az-Zubi |